# Оптическая толщина

Поглощение излучения в среде

Опти́ческая толщина́ (оптическая толща, оптическая глубина, τ) среды — безразмерная величина, которая характеризует ослабление оптического излучения в среде за счёт его поглощения и рассеяния.
Является одним из важнейших понятий в астрофизике и физике атмосферы.

## Определение
Оптическая толщина {\displaystyle \tau } определяется как:
{\displaystyle \tau =\ln {\left({\frac {I_{0}}{I_{1}}}\right)}=-\ln {\left({\frac {I_{1}}{I_{0}}}\right)}=-\ln T,}
где {\displaystyle I_{0}} — интенсивность излучения входящего в среду;
{\displaystyle I_{1}} — интенсивность излучения выходящего из среды;
{\displaystyle T} — прозрачность среды.
Или {\displaystyle I_{1}=I_{0}e^{-\tau }.}
Поэтому оптическая толщина для однородной поглощающей среды толщиной {\displaystyle l} связана с показателем ослабления {\displaystyle k}, исходя из закона Бугера — Ламберта — Бера как:
{\displaystyle I_{1}=I_{0}e^{-kl}=I_{0}e^{-\tau },}
{\displaystyle \tau =kl,}
Для оптически неоднородной среды, где показатель ослабления является функций от координаты {\displaystyle k(l)} с линейной толщиной {\displaystyle L} соотношение принимает вид:
{\displaystyle \tau =\int _{0}^{L}{k(l)dl}.}
Таким образом, при прохождении излучения через слой среды с оптической толщиной {\displaystyle \tau ,} интенсивность излучения на выходе из среды уменьшается в {\displaystyle e^{\tau }} раз.
В общем случае τ есть функция частоты излучения.
В фотографии для количественной характеристики поглощения света в экспонированных, проявленных фотоматериалах используется оптическая плотность {\displaystyle D} — десятичный логарифм от отношения интенсивностей входящего и выходящего световых потоков:
{\displaystyle D=\lg {\left({\frac {I_{0}}{I_{1}}}\right)}.}
Связь между оптической толщиной и оптической плотностью:
{\displaystyle \tau \approx 2{,}30259\ D;\quad D\approx 0{,}43429\ \tau .}

## Применение
Понятие оптической толщины широко используется для описания процессов поглощения и рассеяния в теории переноса излучения, например, в звёздных атмосферах и недрах звёзд, атмосфере Земли, прозрачности природных вод и т. д.

## Примеры
Оптические толщины некоторых объектов (для длины волны λ=550 нм) приведены в таблице.
| Среда                 | Оптическая толщина | Среда                | Оптическая толщина |
| --------------------- | ------------------ | -------------------- | ------------------ |
| Безоблачная атмосфера | ~0,3               | Солнечная фотосфера  | >1                 |
| Облака над сушей      | ~30                | Солнечная хромосфера | ~1                 |
| Облака над океаном    | ~20                | Солнечная корона     | ~10−6              |